# Софійська українська православна богословська семінарія
40°33′07″ пн. ш. 74°31′37″ зх. д. / 40.552° пн. ш. 74.527° зх. д.
Софійська українська православна богословська семінарія (англ. St. Sophia Ukrainian Orthodox Theological Seminary) - українська богословська семінарія, що розташована в місті Саут-Баунд-Брук, округ Сомерсет, штат Нью-Джерсі, США. Вона була створена в 1975 році завдяки митрополиту Мстиславу (Скрипнику) Української православної церкви США.

## Зовнішні посилання
- St. Sophia Ukrainian Orthodox Theological Seminary на вебсайті Української православної церкви США